# Mario Monicelli
Mario Monicelli (16. května 1915, Řím – 29. listopadu 2010, Řím) byl italský filmový režisér a scenárista.
Filosofii vystudoval v Pise, ale od mládí byl vášnivým filmovým fanouškem. Během své filmové dráhy spolupracoval s řadou známých italských i zahraničních herců, např. Vittorio Gassmanem, Marcellem Mastroiannim, Alberto Sordim, Nino Manfredim či Totou.

## Filmografie

### Režie
- Chlapci z Pavelské ulice (I ragazzi della via Paal) (1935)
- Pioggia d'estate (1937)
- Totò cerca casa (1949)
- Al diavolo la celebrità (1949)
- È arrivato il cavaliere (1950)
- Vita da cani (1950)
- Totò e i re di Rom (1951)
- Guardie e ladri (1951)
- Totò e le donne (1952)
- Le infedeli (1953)
- Proibito (1954)
- Un eroe dei nostri tempi (1955)
- Totò e Carolina (1955)
- Donatella (1956)
- Il medico e lo stregone (1957)
- Padri e figli (1957)
- Zmýlená neplatí (I soliti ignoti) (1958)
- Lettere dei condannati a morte (1959)
- Velká válka (La grande guerra) (1959)
- Risate di gioia (1960)
- Boccaccio '70 (1962)
- I compagni (1963)
- Alta infedeltà (1964)
- Casanova '70 (1965)
- Le fate (1966)
- L'armata Brancaleone (1966)
- La ragazza con la pistola (1968)
- Capriccio all'italiana (1968)
- Toh, è morta la nonna! (1969)
- Le coppie (1970)
- Brancaleone alle crociate (1970)
- La mortadella (1971)
- Vogliamo i colonnelli (1973)
- Romanzo popolare (1974)
- Moji přátelé (Amici miei) (1975)
- Caro Michele (1976)
- Signore e signori, buonanotte (1976)
- Un borghese piccolo piccolo (1977)
- Nová strašidla (I nuovi mostri) (1977)
- Viaggio con Anita (1979)
- Temporale Rosy (1980)
- Camera d'albergo (1981)
- Il marchese del Grillo (1981)
- Moji přátelé II (Amici miei - Atto IIº) (1982)
- Bertoldo, Bertoldino e Cacasenno (1984)
- Le due vite di Mattia Pascal (1985)
- Speriamo che sia femmina (1986)
- I picari (1988)
- Il male oscuro (1990)
- Rossini! Rossini! (1991)
- Parenti serpenti (1992)
- Cari fottutissimi amici (1994)
- Facciamo paradiso (1995)
- Panni sporchi (1999)
- Le rose del deserto (2006)

### Filmové role
- Pod toskánským sluncem, 2003

## Ocenění
- 1957 - Padri e figli, vítězství Zlatý medvěd, Berlín
- 1959 - Zmýlená neplatí, nominace Oscar za nejlepší cizojazyčný film
- 1959 - Velká válka, vítězství Zlatý lev, Benátky
- 1960 - Velká válka, nominace Oscar za nejlepší cizojazyčný film
- 1963 - I compagni, nominace Oscar nejlepší původní scénář
- 1965 - Casanova 70, nominace Oscar nejlepší původní scénář
- 1966 - L'armata Brancaleone, nominace Zlatá palma, Cannes
- 1968 - La ragazza con la pistola, nominace Oscar za nejlepší cizojazyčný film
- 1976 - Caro Michele, vítězství Zlatý medvěd, Berlín
- 1977 - Un borghese piccolo piccolo, nominace Zlatá palma, Cannes
- 1979 - Nová strašidla, nominace Oscar za nejlepší cizojazyčný film
- 1982 - Il marchese del Grillo, vítězství Zlatý medvěd, Berlín